# Cocos (Quebradillas)
Cocos es un barrio ubicado en el municipio de Quebradillas en el estado libre asociado de Puerto Rico. En el Censo de 2010 tenía una población de 4889 habitantes y una densidad poblacional de 766,09 personas por km².

## Geografía
Cocos se encuentra ubicado en las coordenadas 18°27′24″N 66°54′45″O / 18.45667, -66.91250. Según la Oficina del Censo de los Estados Unidos, Cocos tiene una superficie total de 6.38 km², que corresponden a tierra firme.

## Demografía
Según el censo de 2010, había 4889 personas residiendo en Cocos. La densidad de población era de 766,09 hab./km². De los 4889 habitantes, Cocos estaba compuesto por el 88.53% blancos, el 2.09% eran afroamericanos, el 0.12% eran amerindios, el 0.14% eran asiáticos, el 6.1% eran de otras razas y el 3.03% pertenecían a dos o más razas. Del total de la población el 99.24% eran hispanos o latinos de cualquier raza.